# Ladeluftkøler
En ladeluftkøler (anglicisme intercooler) er en luftkøler monteret på en bil med turbo, hvor ladeluftkøleren er placeret mellem turbo og indsugningsmanifold.
Turboladerens udgående luft er væsentlig varmere end indsugningsluften, da den er blevet presset sammen i turboen (adiabatisk proces). Ladeluftkølerens funktion er at køle indsugningsluften ned, inden den sendes ind i motoren og sammen med brændstoffet bliver forbrændt. 
Kold luft fylder mindre end varm luft. Derfor kan der være mere luft/brændstof i motorens cylinder når luften er kølet ned. Samtidigt modvirker det opvarmningen der er sket ved luftens passage gennem turboen.
Dette giver en større fyldningsgrad og bevirker at motoren kan frembringe flere hestekræfter, uden at man er nødt til at forøge cylindervolumen.
Ladeluftkøleren ligner mest af alt en almindelig køler, den nedkøler blot indsugningsluften i stedet for kølevandet.
Der findes også væskefyldte ladeluftkølere, hvor indsugningsluften køles med en allerede nedkølet væske. Denne variant benyttes især ved skibsmotorer, som via en varmeveksler anvender det omgivende vand til køling.